# پروانه سیاه (فیلم ۱۹۱۶)
پروانه سیاه (به انگلیسی: Black Butterfly) یک فیلم گمشده آمریکایی در سبک فیلم درام، صامت و سیاه-سفید به کارگردانی بارتون ال کینگ با بازی الگا پترووا و مالون همیلتون که توسط کمپانی مترو پیکچرز در سال ۱۹۱۶ منتشر شد. آخرین نسخه شناخته شده این فیلم در آتش‌سوزی ۱۹۶۵ از بین رفت.

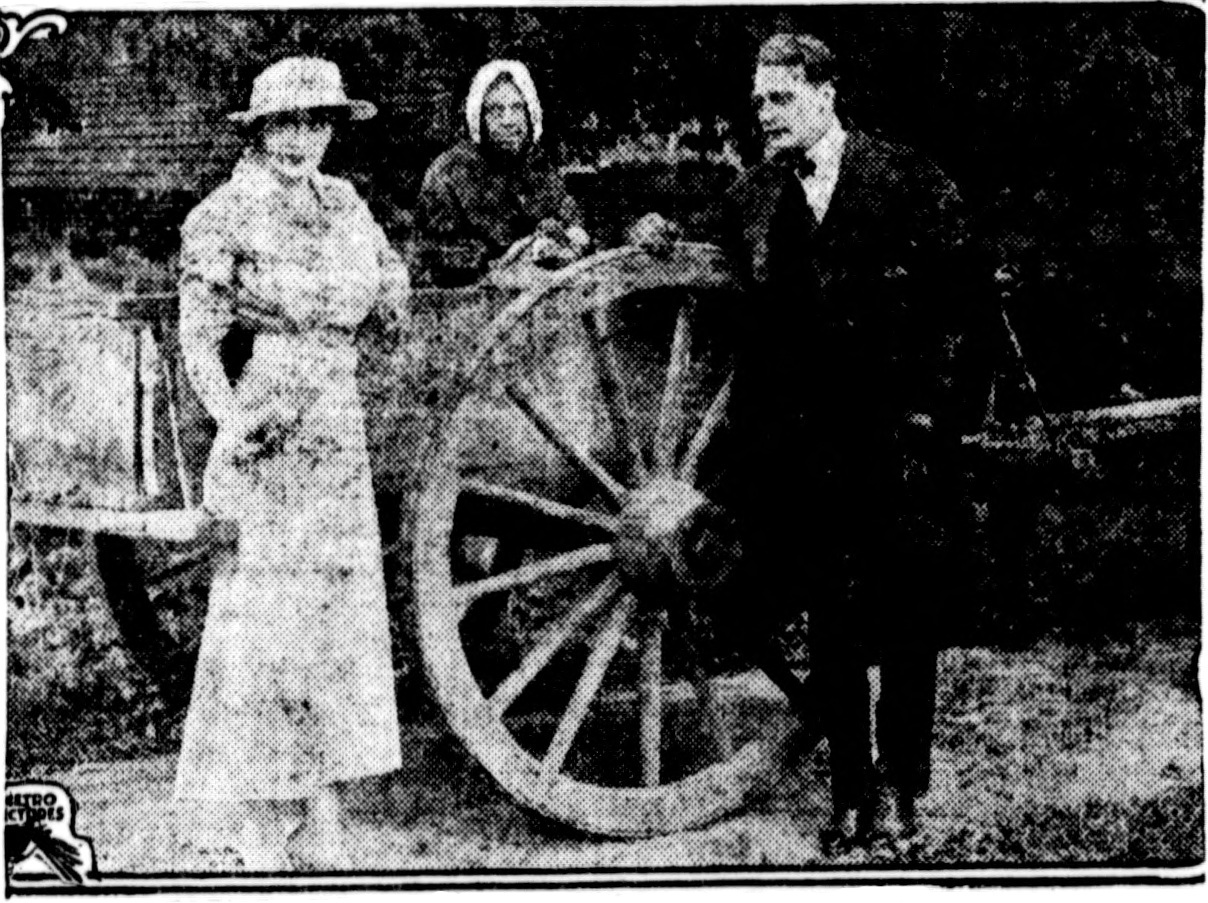
صحنه‌ای از فیلم

## بازیگران
- الگا پترووا در نقش سونیا اسمیرنوف
- مالون همیلتون در نقش آلن هال
- آنتونی مرلو در نقش ژیرارد
- لونهاپت را در نقش لاشیز
- ادوارد برنان در نقش لرد بریسلین
- ویولت رید در نقش لیدی کنستانس بریسلین
- جان هاپکینز در نقش دون لوئیس ماردو
- مورگان جونز در نقش پیتر، پدر سونیا
- نورمن کری در نقش ولادیمیر
- روی پیلچر در نقش گاستون دووال
- ایولین دومو در نقش سیئل، خدمتکار سونیا

## داستان
سونیا اسمیرنوف، (با بازی الگا پترووا) خواننده اپرای پاریس معروف به «پروانه سیاه» با آلن هال جوان (با بازی مالون همیلتون) رابطه عاشقانه‌ای برقرار می‌کند. با این حال هال هنوز به معشوق قبلی خود که یک دختر دهقانی جوان است، می‌پردازد. سونیا - که خودش یک دختر دهقانی فقیر سابق بود - رازی را در مورد هال و معشوق سابقش کشف می‌کند که هیچ یک از آن خبر ندارند، اما شامل یک حادثه در جوانی سونیا است که می‌تواند همه آنها را تحت تأثیر قرار دهد.